# Nuncia tapanuiensis
Nuncia tapanuiensis är en spindeldjursart som beskrevs av Forster 1954. Nuncia tapanuiensis ingår i släktet Nuncia och familjen Triaenonychidae. Inga underarter finns listade i Catalogue of Life.